# Luiz Felipe Scolari
Luiz Felipe Scolari (* 9. November 1948 in Passo Fundo, Rio Grande do Sul), in seinem Heimatland auch als Felipão (Großer Felipe) betitelt, ist ein brasilianischer Fußballtrainer und ehemaliger -spieler. Seine größten Erfolge gelangen ihm als Nationaltrainer: 2002 führte er die brasilianische Nationalmannschaft zum Weltmeistertitel, 2004 die portugiesische zur Vizeeuropameisterschaft.

## Privates
Scolari ist der Sohn einer aus Italien stammenden Familie, die nach Brasilien einwanderte. Sein aus Venedig stammender Vater Benjamin galt in den 1940er Jahren als einer der besten Abwehrspieler des Staates Rio Grande do Sul. Scolari hat auch die italienische Staatsbürgerschaft.

## Trainerkarriere

### Vereinsmannschaften und Kuwait
Er begann in den frühen 1980er Jahren seine Trainerkarriere bei dem Provinzverein CS Alagoano, mit dem er 1982 Staatsmeister von Alagoas wurde, sein erster Titel als Trainer. Es folgten mehrere Stationen in Brasilien und mit dem saudi-arabischen Verein Al-Shabab auch die erste Anstellung im Ausland, ehe er 1987 Grêmio Foot-Ball Porto Alegrense aus Porto Alegre, einen der bekanntesten brasilianischen Vereine, trainierte. Doch auch dort verweilte Scolari nur kurz und wechselte schon nach einem Jahr zu Goiás EC. Danach ging er für zwei Jahre nach Kuwait, wo er zunächst Al Qadsia Kuwait und dann die kuwaitische Nationalmannschaft trainierte. 1991 kehrte er in seine Heimat Brasilien zum Criciúma EC zurück und gewann mit dieser Mannschaft 1991 die Copa do Brasil und damit seinen ersten großen Titel. Noch im selben Jahr verließ er Brasilien wieder, um nach Saudi-Arabien zu gehen und den Erfolgsverein Al-Ahli zu trainieren. Im Anschluss daran folgte noch ein einjähriges Engagement bei seinem ehemaligen Verein Al Qadisiya Kuwait. 
1993 kehrte Scolari erneut nach Brasilien zurück und heuerte ein weiteres Mal bei Grêmio an. Dort holte er in jeder Saison einen Titel, 1994 den Pokal, 1995 die südamerikanische Vereinsmeisterschaft und 1996 den brasilianischen Meistertitel. Anschließend ging Scolari nach Japan zu Júbilo Iwata und danach wieder zurück nach Brasilien. Er akzeptierte ein Angebot von Sociedade Esportiva Palmeiras aus São Paulo. Dort gewann er 1998 den brasilianischen Pokal und die Copa Mercosur sowie 1999 die Copa Libertadores. 2000 verließ er São Paulo in Richtung Belo Horizonte zum Cruzeiro Esporte Clube.

### Brasilianische Nationalmannschaft
Unter Emerson Leão gab es für die Seleção vermehrt negative Ergebnisse in der Qualifikation zur Fußball-Weltmeisterschaft 2002 und einen enttäuschenden vierten Platz beim Konföderationen-Pokal 2001. Im Juni 2001 wurde schließlich Scolari Brasiliens Nationaltrainer. Zunächst enttäuschten die Brasilianer auch unter ihm und schieden im Viertelfinale der Copa América 2001 gegen Honduras aus. Anschließend gelang es Scolari doch, die Mannschaft zur WM zu führen. Die Brasilianer fanden zu alter Form zurück und gewannen den Weltmeistertitel im Finale gegen Deutschland. Nach diesem Erfolg wurde er zum Weltnationaltrainer des Jahres 2002 gewählt. Dennoch waren die CBF und auch die Fans unzufrieden mit seiner Arbeit, weshalb er kurze Zeit nach dem WM-Finale sein Amt niederlegte. 

### Portugiesische Nationalmannschaft

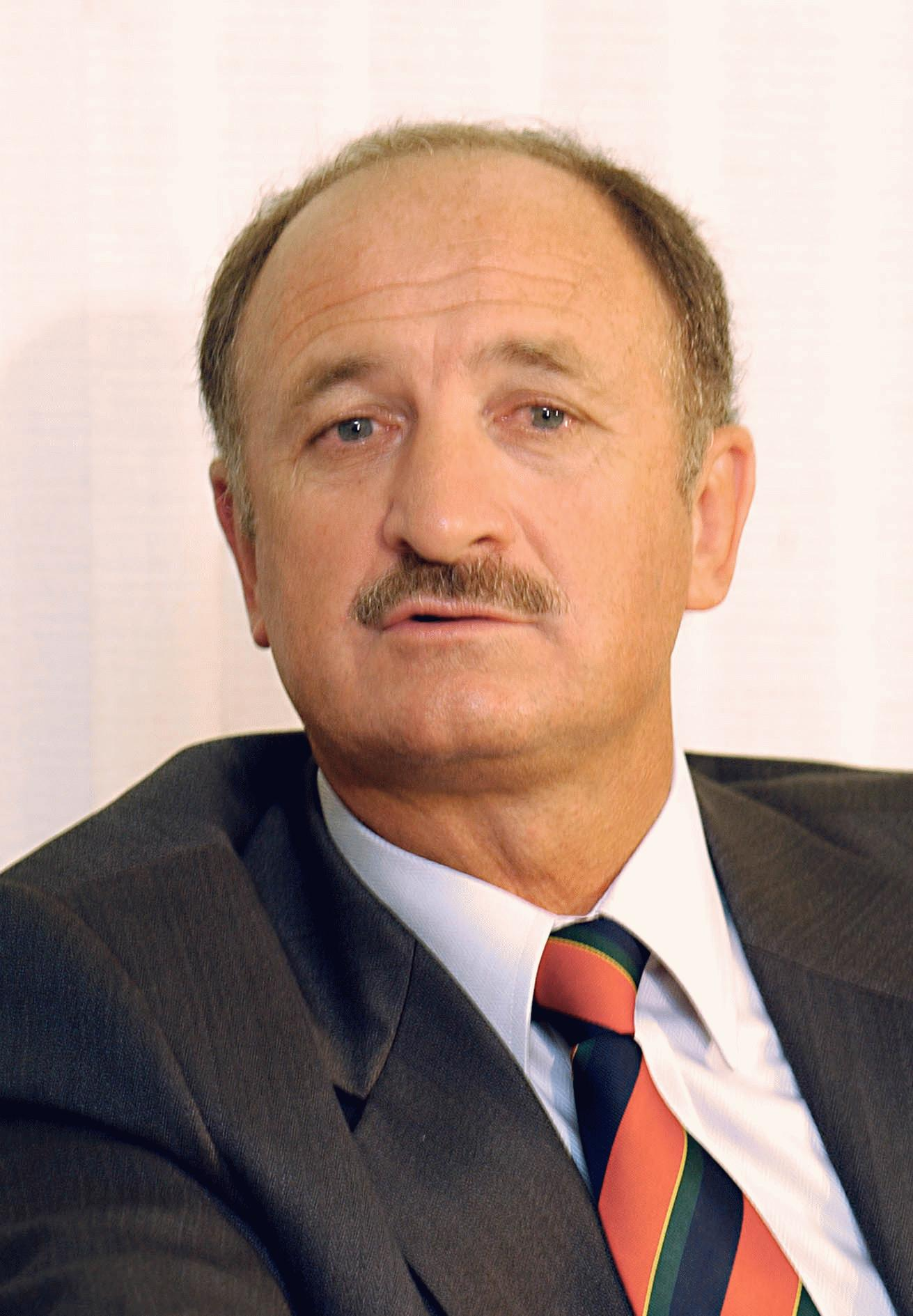
Scolari im August 2003

Ab Januar 2003 trainierte Scolari die Portugiesische Fußballnationalmannschaft und kam mit dem Gastgeber des Turniers bis ins Finale der Fußball-Europameisterschaft 2004. Er war zusammen mit Otto Rehhagel, dem Gegner im Finale, der erste ausländische Trainer, der es bis ins Finale dieses Wettbewerbs schaffte. Im April 2006 wurde er von der britischen Presse als ein möglicher Nachfolger des englischen Nationaltrainers Sven-Göran Eriksson gehandelt, doch Scolari lehnte den Posten ab. Stattdessen verlängerte er seinen Vertrag mit dem portugiesischen Verband bis zur EM 2008. Nach der 0:1-Halbfinalniederlage seiner Portugiesen gegen Frankreich bei der Fußball-Weltmeisterschaft 2006 in Deutschland mutmaßte Scolari, dass Schiedsrichter Jorge Larrionda (Uruguay) heimlich auf der Seite der Franzosen gestanden und das Spiel dementsprechend beeinflusst habe. Beim abschließenden Spiel um den dritten Platz am 8. Juli 2006 in Stuttgart unterlag Scolaris Mannschaft gegen Deutschland mit 1:3.
Im EM-Qualifikationsspiel gegen Serbien am 12. September 2007 kam es zu einem Handgemenge zwischen Scolari und einem gegnerischen Spieler, dem Serben Ivica Dragutinović. In diesem Zusammenhang soll es zu einem Faustschlag von Scolari ins Gesicht von Dragutinovic gekommen sein. Später behauptete Scolari, nur die Haare von Dragutinovic berührt zu haben. Beim Videobeweis stellte sich heraus, dass Scolari den gegnerischen Spieler deswegen nicht getroffen hatte, weil dieser rechtzeitig ausgewichen war. Scolari wurde von der UEFA für vier Länderspiele gesperrt. Bei der EURO 2008 führte er die Portugiesen bis ins Viertelfinale, scheiterte dort aber an Deutschland mit 2:3 (1:2).

### FC Chelsea

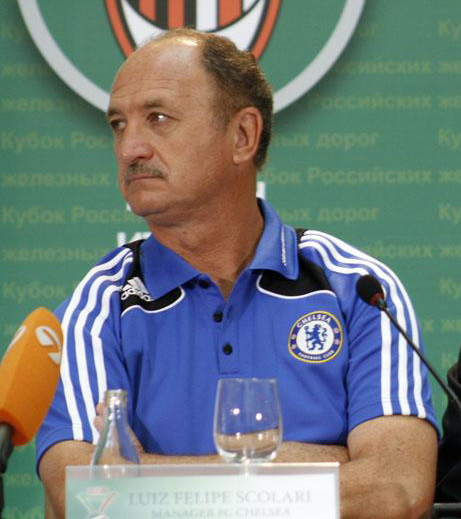
Scolari als Trainer des FC Chelsea (2008)

Am 1. Juli 2008 wurde Scolari Trainer des FC Chelsea, wurde dort jedoch bereits am 9. Februar 2009 wieder entlassen, weil sein Erfolg hinter den Erwartungen zurückblieb.

### Bunjodkor Taschkent
Im Juni 2009 wurde Scolari Chef-Trainer und Leiter der Fußballakademie beim usbekischen Meister Bunjodkor Taschkent. Wegen finanzieller Schwierigkeiten des Vereins löste Scolari seinen Vertrag nach nur einer Saison im Mai 2010 vorzeitig auf.

### Palmeiras
Nach dem enttäuschenden Abschneiden der Seleção bei der WM 2010 wurde Scolari kurzzeitig als Nachfolger von Nationaltrainer Dunga gehandelt. Stattdessen unterschrieb er einen bis Ende 2012 laufenden Vertrag bei Palmeiras und gewann mit dem Verein 2012 die Copa do Brasil. Nachdem Palmeiras Mitte September 2012 auf den vorletzten Tabellenplatz abgerutscht war, wurde Scolaris Vertrag vorzeitig aufgelöst. Am Ende der Saison 2012 stieg Palmeiras aus der ersten Liga ab.

### Rückkehr zur Brasilianischen Nationalmannschaft

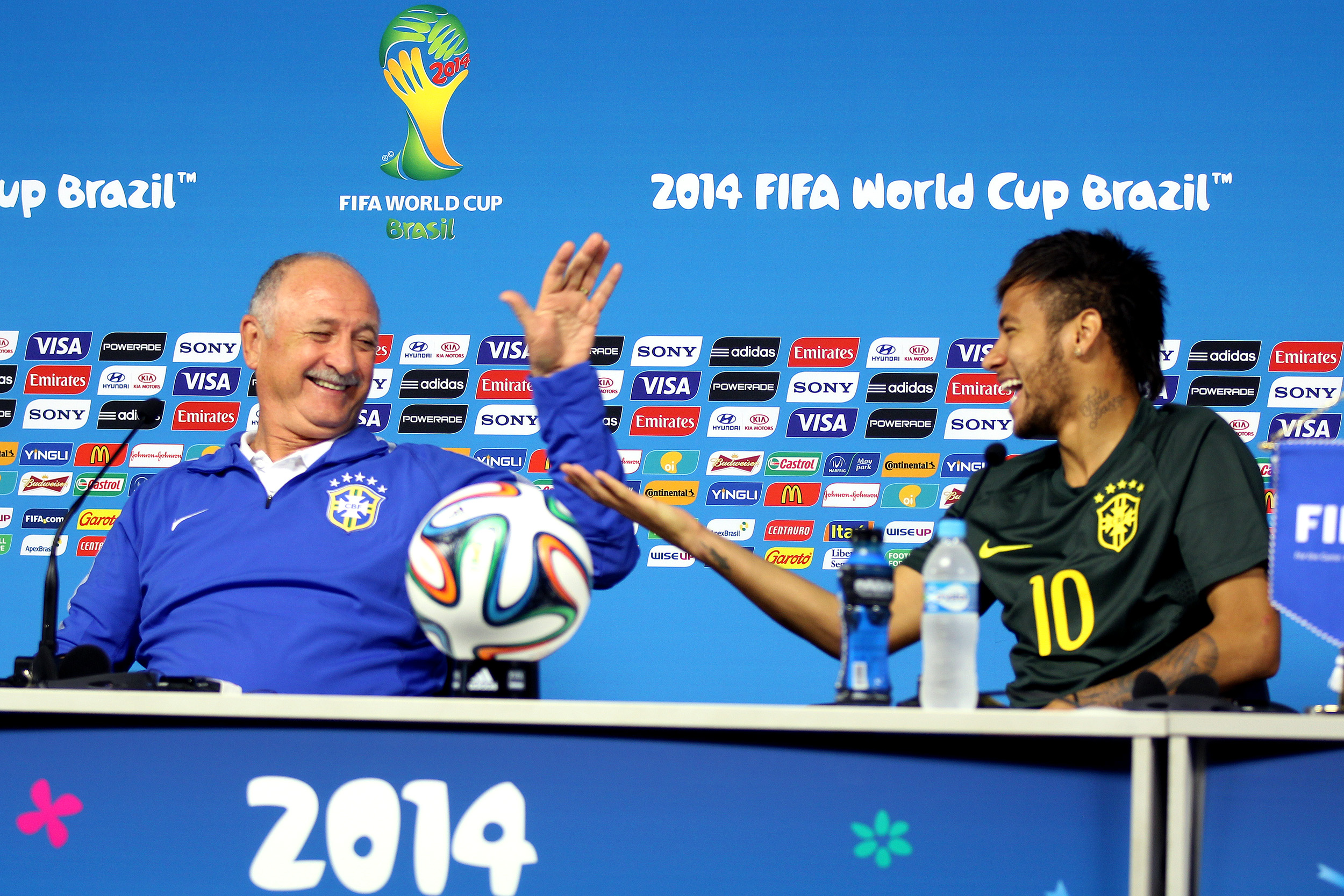
Scolari als Trainer der brasilianischen Nationalmannschaft mit Neymar auf einer Pressekonferenz (2014)

Am 29. November 2012 übernahm Scolari erneut die brasilianische Nationalelf vom sechs Tage zuvor entlassenen Mano Menezes. Er unterschrieb einen Vertrag bis nach der WM 2014 im eigenen Land. Unterstützt wurde er hierbei vom früheren dreimaligen Nationaltrainer Carlos Alberto Parreira als technischem Direktor. Mit der Mannschaft gewann er den Konföderationen-Pokal 2013 durch einen 3:0-Finalerfolg gegen Spanien. Bei der WM 2014 erreichte seine Mannschaft im Halbfinale gegen Deutschland nach einem 1:7 nur das Spiel um Platz 3 gegen die Niederlande, das mit 0:3 verloren wurde. Die Bilanz seiner zweiten Amtszeit lautete am Ende 19 Siege in 29 Spielen, sechs Unentschieden und vier Niederlagen. Am 14. Juli 2014 akzeptierte der Präsident der CBF, José Maria Marin, das Rücktrittsgesuch von Scolari.
Bei drei Weltmeisterschaften führte Scolari die ihm anvertrauten Mannschaften immer mindestens bis ins Halbfinale, also unter die besten Vier. Entsprechend saß er bei 21 WM-Spielen als verantwortlicher Trainer auf der Bank. Nur Helmut Schön und Carlos Alberto Parreira sammelten in der WM-Geschichte noch mehr Bankerfahrung.

### Weitere Stationen
Am 29. Juli 2014 wechselte Scolari zu Grêmio Porto Alegre. Im Juni 2015 löste er Fabio Cannavaro als Cheftrainer bei Guangzhou Evergrande in China ab. Bei dem Klub blieb Scolari bis 2017. Dann kehrte er nach Brasilien zurück, wo er zum zweiten Mal Palmeiras São Paulo übernahm. Mit dem Klub gewann er 2018 die nationale Meisterschaft. Im September 2019 wurde er vorzeitig entlassen. Im Alter von 71 Jahren verpflichtete ihn Cruzeiro Belo Horizonte zum zweiten Mal. Dieser steckte in einer massiven wirtschaftlichen Krise und stand nach dem 15. Spieltag der Série B 2020 auf dem 19. Tabellenplatz. Nach dem vorletzten Spieltag wurde der Vertrag vorzeitig beendet.
Im Juli 2021 nahm der nunmehr 72-Jährige nochmals eine Trainertätigkeit an. Er unterzeichnete zum vierten Mal bei Grêmio Porto Alegre. Bereits im Oktober trennte Gremio sich jedoch wieder von Scolari, nachdem der Club auf Platz 19 der Liga abgerutscht war. Von 15 Spielen unter Scolari hatte Gremio nur sechs gewonnen; drei Spiele endeten unentschieden, sechs wurden verloren. Kurz nach Beginn der Série A 2022 wurde Scolari am 4. Mai 2022 Trainer bei Athletico Paranaense. Der Vertrag erhielt eine Laufzeit bis zum Ende der Meisterschaft im November des Jahres. Am 11. August 2022 erreichte er mit Athletico das Halbfinale in der Copa Libertadores 2022, wo man den argentinischen Klub Estudiantes de La Plata im Rückspiel mit 1:0 bezwang (Hinspiel 0:0). Durch diesen Erfolg erreichte Scolari mit einer Mannschaft zum sechsten Mal das Halbfinale in dem Wettbewerb. Dies hatte vor ihm noch kein anderer Trainer erreicht. Im November beendete er seine Tätigkeit als Trainer des Klubs und übernahm hier seine Arbeit als technischer Direktor.

### Rückkehr auf die Trainerbank nach Rücktritt
Nachdem Scolari Ende 2022 seine Trainerkarriere für beendet erklärt hatte, nahm er im Juni 2023 erneut eine Trainertätigkeit auf und unterschrieb bei Atlético Mineiro in Belo Horizonte. Im März 2024 wurde er nach neunmonatiger Amtszeit entlassen.

## Erfolge als Trainer
- Brasilianischer Meister: 
  - 1996 mit Grêmio Porto Alegre
  - 2018 mit Palmeiras São Paulo
- Brasilianischer Pokalsieger:
  - 1991 mit dem Criciúma EC
  - 1994 mit Grêmio Porto Alegre
  - 1998, 2012 mit Palmeiras São Paulo
- Torneio Rio-São Paulo: 2000 mit Palmeiras São Paulo
- Copa Sul-Minas: 2001 mit Cruzeiro Belo Horizonte
- Usbekischer Meister: 2010 mit Bunyodkor Taschkent
- Copa Libertadores:
  - 1995 mit Grêmio Porto Alegre
  - 1999 mit Palmeiras São Paulo
- Copa Mercosur: 1998 mit Palmeiras São Paulo
- Weltmeister: 2002 mit Brasilien
- Vize-Europameister: 2004 mit Portugal
- Weltmeisterschaftsvierter:
  - 2006 mit Portugal
  - 2014 mit Brasilien
- Weltnationaltrainer: 2002
- Gewinner des FIFA-Konföderationen-Pokals: 2013 mit Brasilien
- AFC Champions League: 2015 mit Guangzhou Evergrande
- Chinesischer Meister: 2015, 2016 mit Guangzhou Evergrande
- Chinesischer Pokalsieger: 2016 mit Guangzhou Evergrande
- Chinesischer Supercup: 2016[20], 2017 mit Guangzhou Evergrande

Auszeichnungen
- Prêmio Craque do Brasileirão: Bester Trainer 2018
- Bola de Prata: 2018